# 영광염산중학교
영광염산중학교(靈光鹽山中學校)는 대한민국 전라남도 영광군 염산면 봉남리에 있는 공립 중학교이다.

## 학교 연혁
- 1967년 3월 10일 : 천보중학교로 개교
- 1967년 3월 15일 : 초대 한이직 교장 취임
- 1971년 1월 26일 : 영광염산중학교로 교명 변경
- 2024년 9월 1일 : 제19대 박숙진 교장 부임
- 2025년 1월 7일 : 제56회 졸업 13명(총 9,126명)

## 참고 자료
- 영광염산중학교 - 한국교육학술정보원 학교알리미